# Jerry Siegel
Jerome 'Jerry' Siegel (Cleveland, 17 oktober 1914 – Los Angeles, 28 januari 1996) was een Amerikaans stripmaker. Samen met Joe Shuster bedacht hij in 1938 de superheld Superman, die ze samen introduceerden in de comic Action Comics #1. Siegel en Shuster werden in 1992 allebei opgenomen in de Will Eisner Comic Book Hall of Fame.
Een jaar na het creëren van Superman stond Siegel wederom samen met Shuster ook aan de wieg van de tweede, gelijktijdig lopende, reeks over 'de man van staal', ditmaal ook getiteld Superman. Beide reeksen lopen anno 2019 nog steeds, bij uitgeverij DC Comics.
Siegel zou later ook in dienst treden bij onder meer DC's grote concurrent Marvel Comics, waar hij onder andere werkte aan Uncanny X-men. Naast Superman bedacht hij ook onder anderen Superboy, Doctor Occult, Spectre, Brainiac 5, Invisible Kid en Matter-Eater Lad.
- Biblioteca Nacional de España: XX4730256
- Bibliothèque nationale de France: cb11924708x (data)
- Gemeinsame Normdatei: 130467510
- International Standard Name Identifier: 0000 0001 1756 6148
- Library of Congress Control Number: n95061977
- Nationale Bibliotheek van Tsjechië: osa2013768976
- Nationale Bibliotheek van Israël: 987007602632305171
- Nederlandse Thesaurus van Auteursnamen: 068906056
- RKD-Nederlands Instituut voor Kunstgeschiedenis: 329871
- Istituto Centrale per il Catalogo Unico: TO0V329063
- SNAC: w6wq1cc0
- Système universitaire de documentation: 027137570
- Trove: 1540917
- Virtual International Authority File: 32002883
- WorldCat: E39PBJm4PjBGyGWD8cVjqrGj4q

1. ↑  Gemeinsame Normdatei; geraadpleegd op: 15 december 2014.
2. ↑  Gemeinsame Normdatei; geraadpleegd op: 31 december 2014.